# Динамо (спорткомплекс, Екатеринбург)
«Динамо» — многофункциональный спортивный комплекс в Екатеринбурге, включающий стадион вместимостью 6 400 человек, лодочную станцию, административное здание с бассейном на две дорожки, спортивными залами и тиром. Место проведения домашних матчей клуба по хоккею на траве «Динамо», бывший стадион футбольного клуба «Динамо» в 1936—1950 годах.

## История
В сентябре 1929 года ЦК ВКП(б) было принято постановление «О физкультурном движении», положившее начало массовому строительству спортивных сооружений и организации спортивных сообществ в городах СССР. В Свердловске на берегу городского пруда был заложен стадион на 6400 зрителей в качестве домашней арены спортивного сообщества «Динамо». В 1931 году архитектор В. Д. Соколов начал проектирование спортклуба и водной станции, расположившихся рядом со стадионом.
В 1932 году была открыта водная станция, расположенная вдоль береговой линии, в 1934 году — спортивный клуб, известный также как «Дом физкультуры» и расположившийся на стрелке пруда.
До 1956 года, когда был построен Центральный стадион, спорткомплекс «Динамо» был основным местом проведения Всесоюзных республиканских и городских спортивных соревнований.

## Архитектура
Здание спортклуба, напоминающее корабль, имеет двухчастный объём с пешеходной галереей и вытянутыми в длину ярусными балконами в виде палуб и окнами в виде иллюминаторов. Южная трёхэтажная часть здания является главной и имеет повышенную пятиэтажную часть, выходящую на пруд, полукруглую в плане пятиэтажную часть в виде рубки со смотровой площадкой и эркером. Северный двухэтажный корпус имеет повышенную полукруглую часть в виде трёхпалубной кормы. Южный корпус по проекту вмещал административные службы, гостиницу, раздевалки и тренерские помещения, а северный — спортзал, раздевалки, душевые, массажные кабинеты и инвентарные помещения. На втором ярусе северного корпуса предполагалось разместить оркестр, в подвале — тир. Оба корпуса снабжены торцевыми входами, связь между этажами организована с помощью четырёх лестничных клеток, размещённым в торцах объёмов.
Здание выполнено в традициях авангарда и конструктивизма, имеет строгие конструктивные элементы без декоративных деталей.
Здание спортклуба, ориентированное строго перпендикулярно плотине пруда, является доминирующим элементом, формирующим панораму городского пруда и архитектурную композицию центра Екатеринбурга.

## Галерея

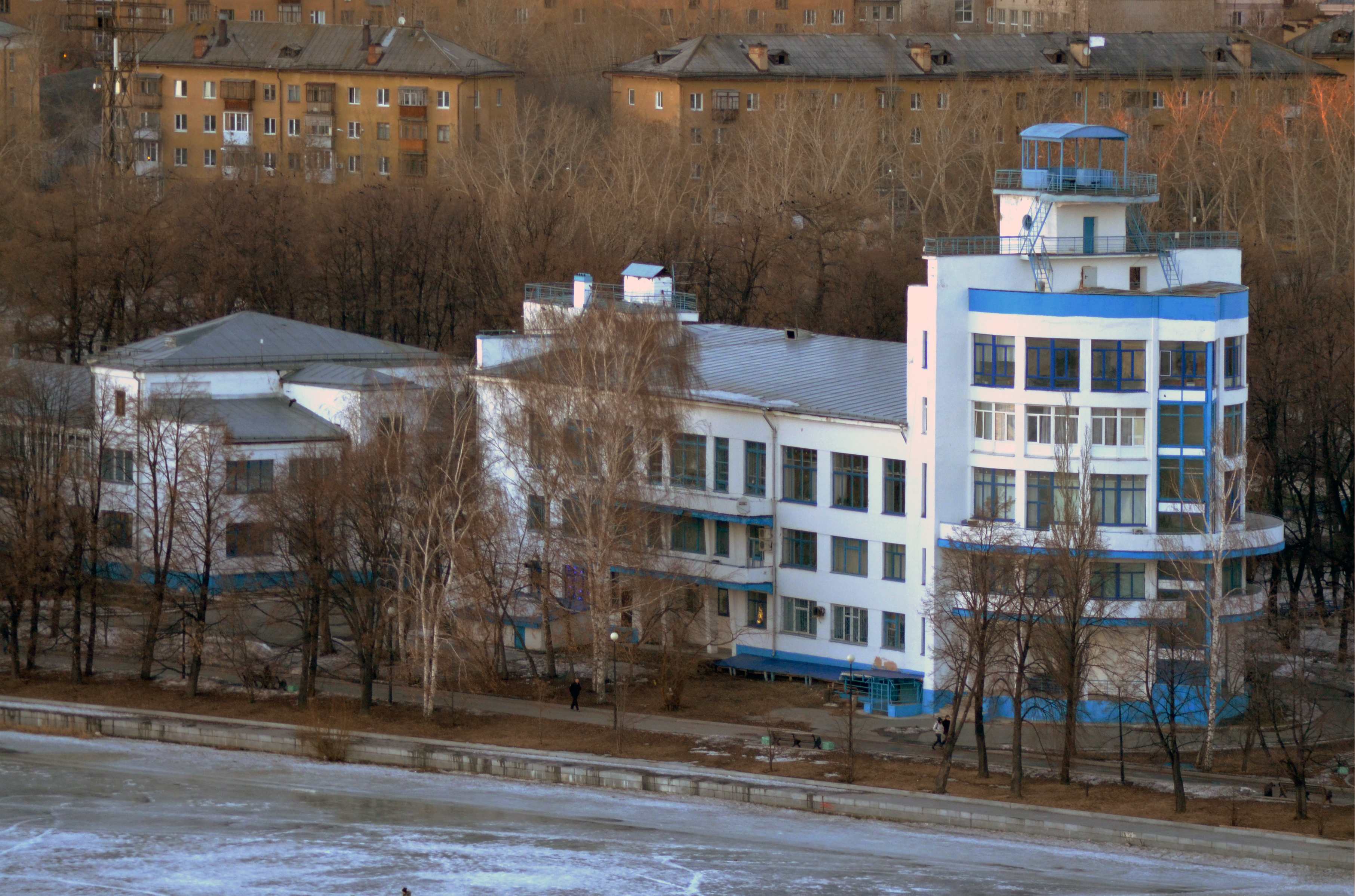
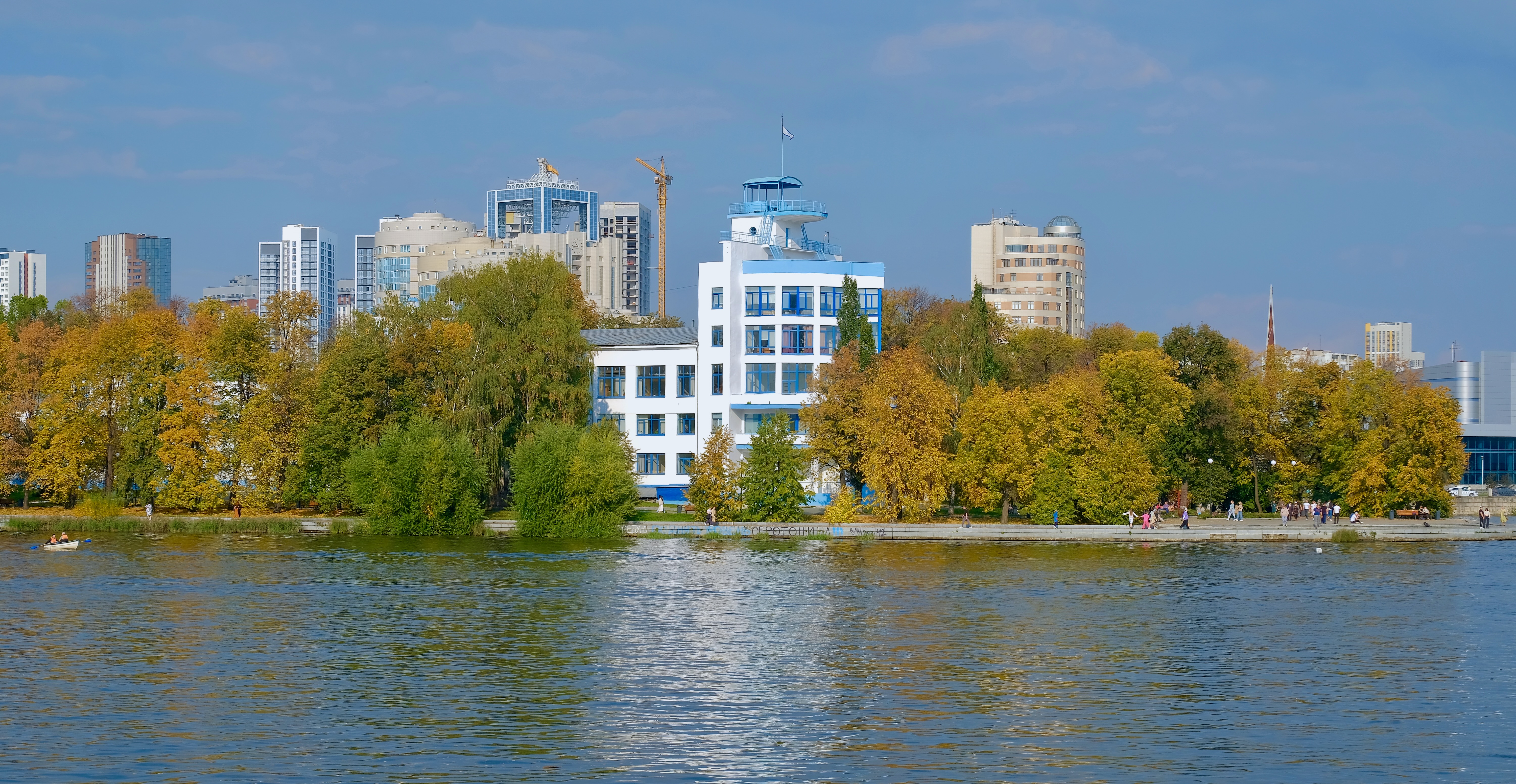
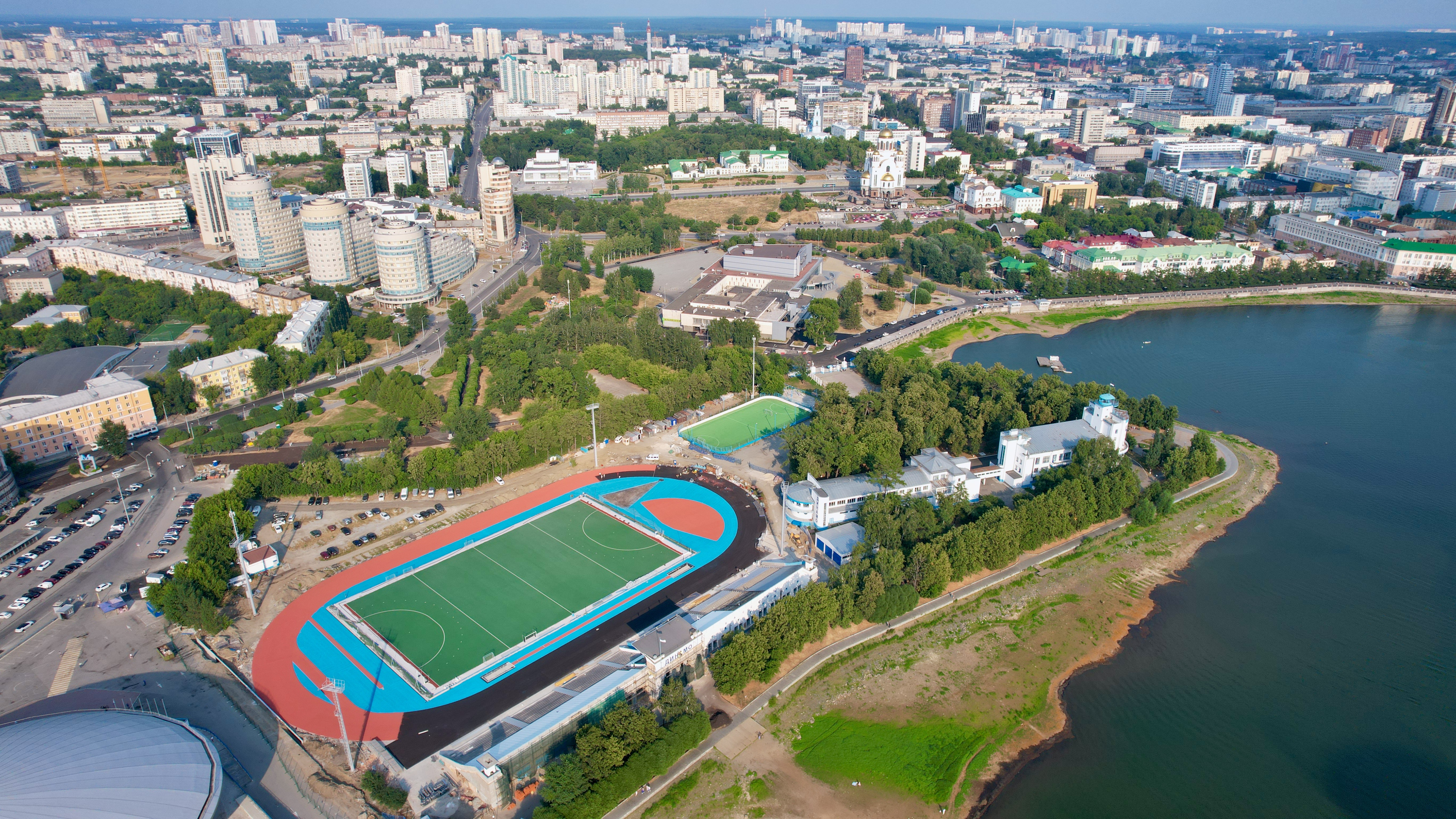
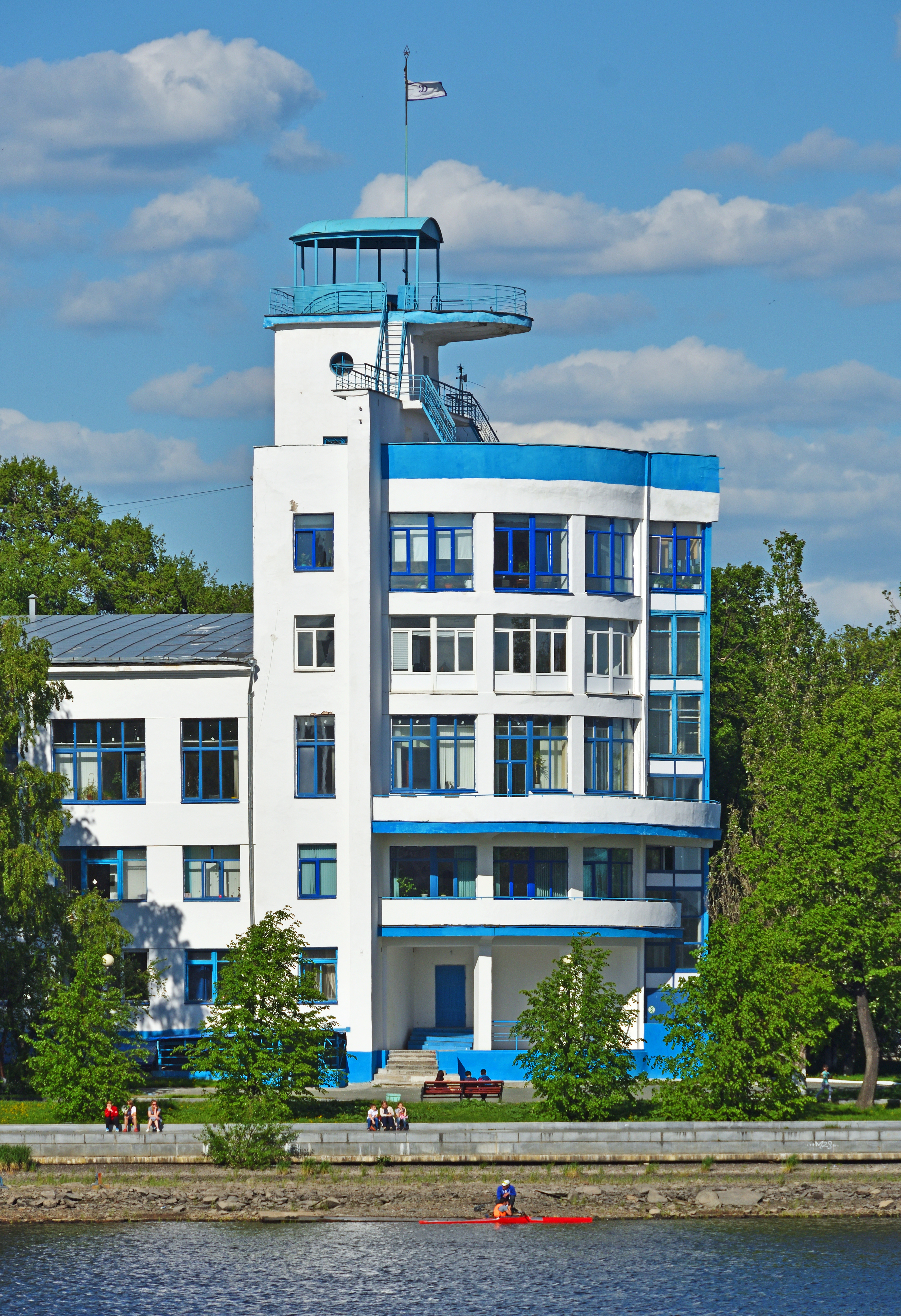
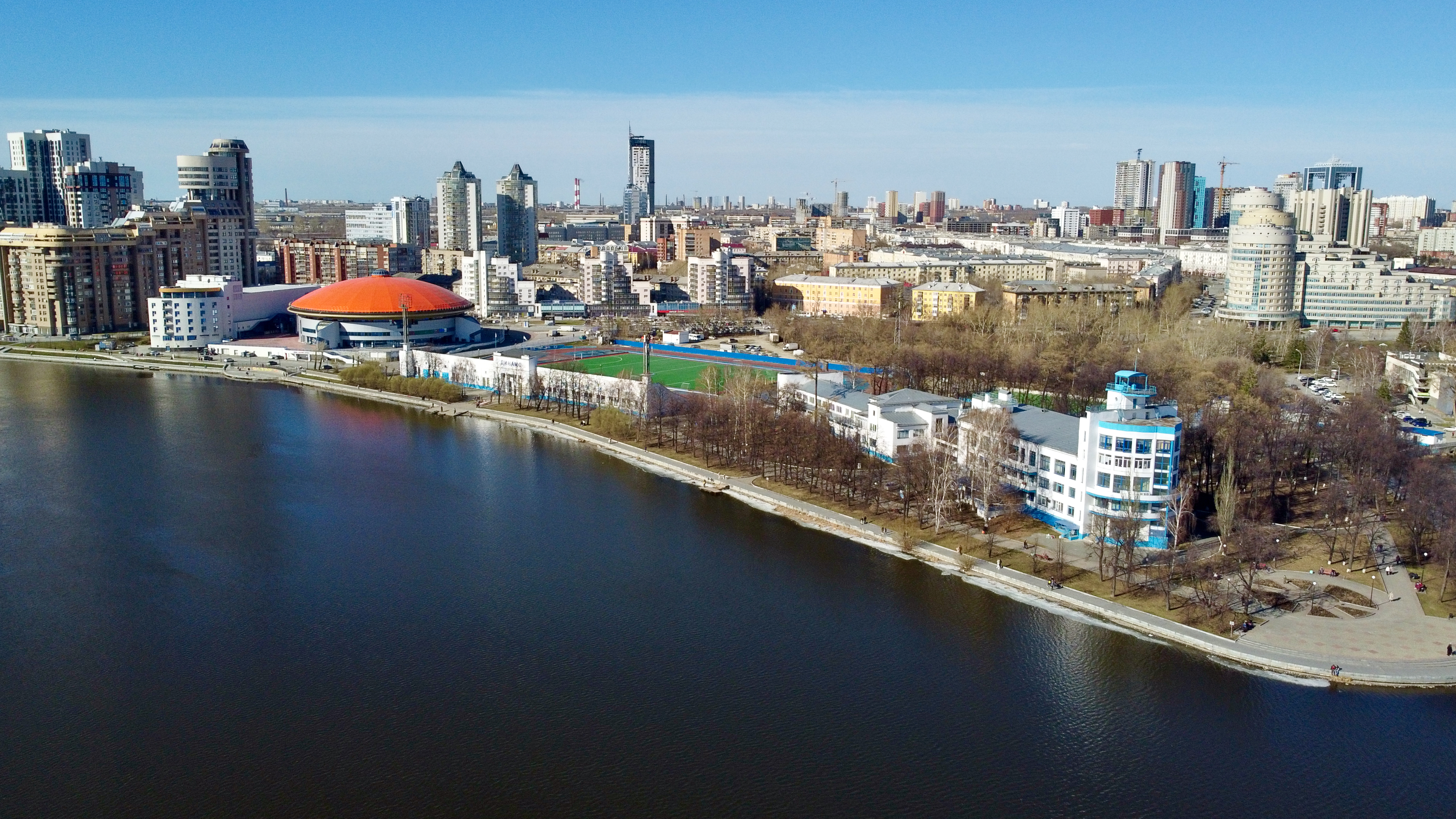
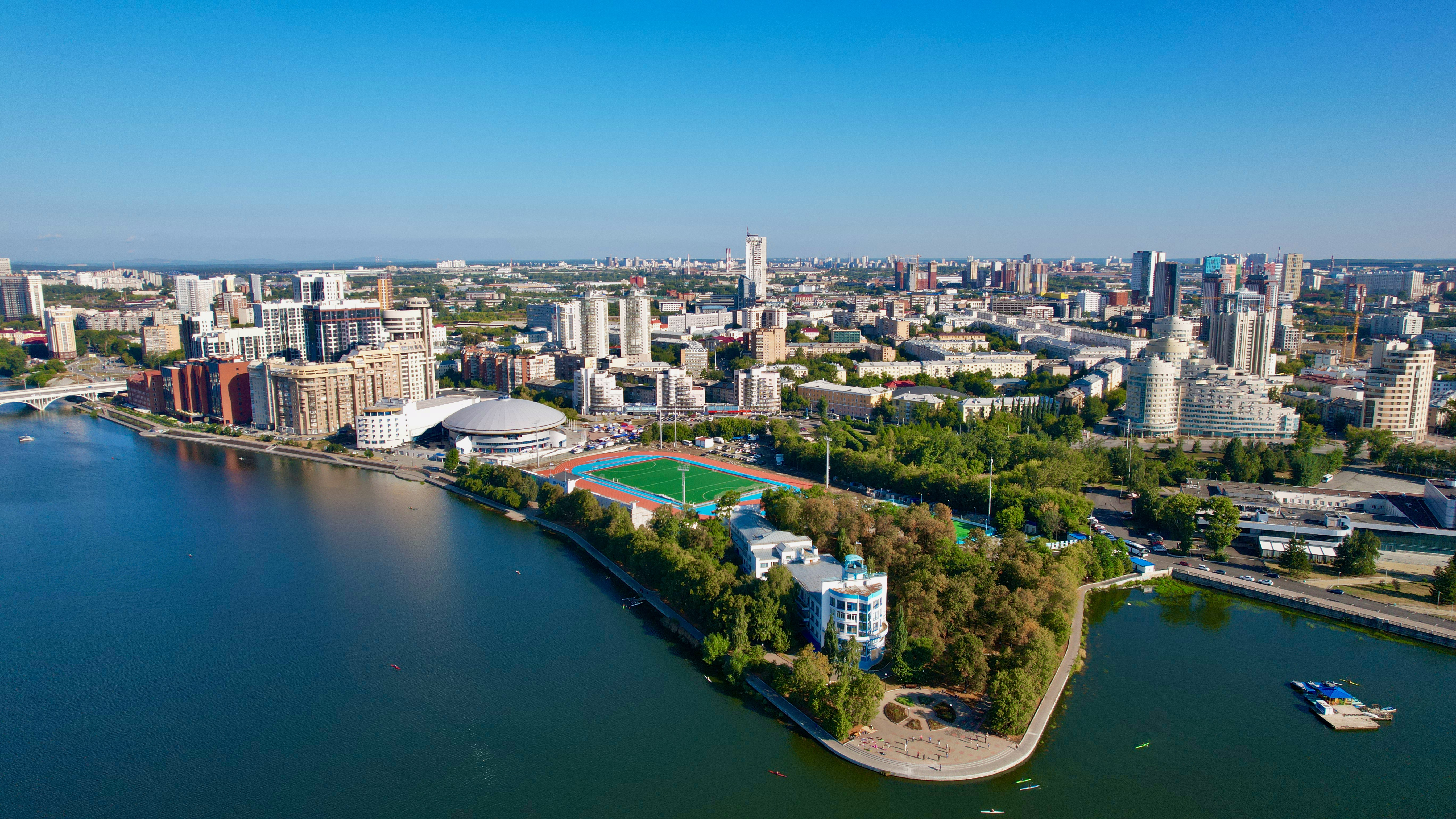
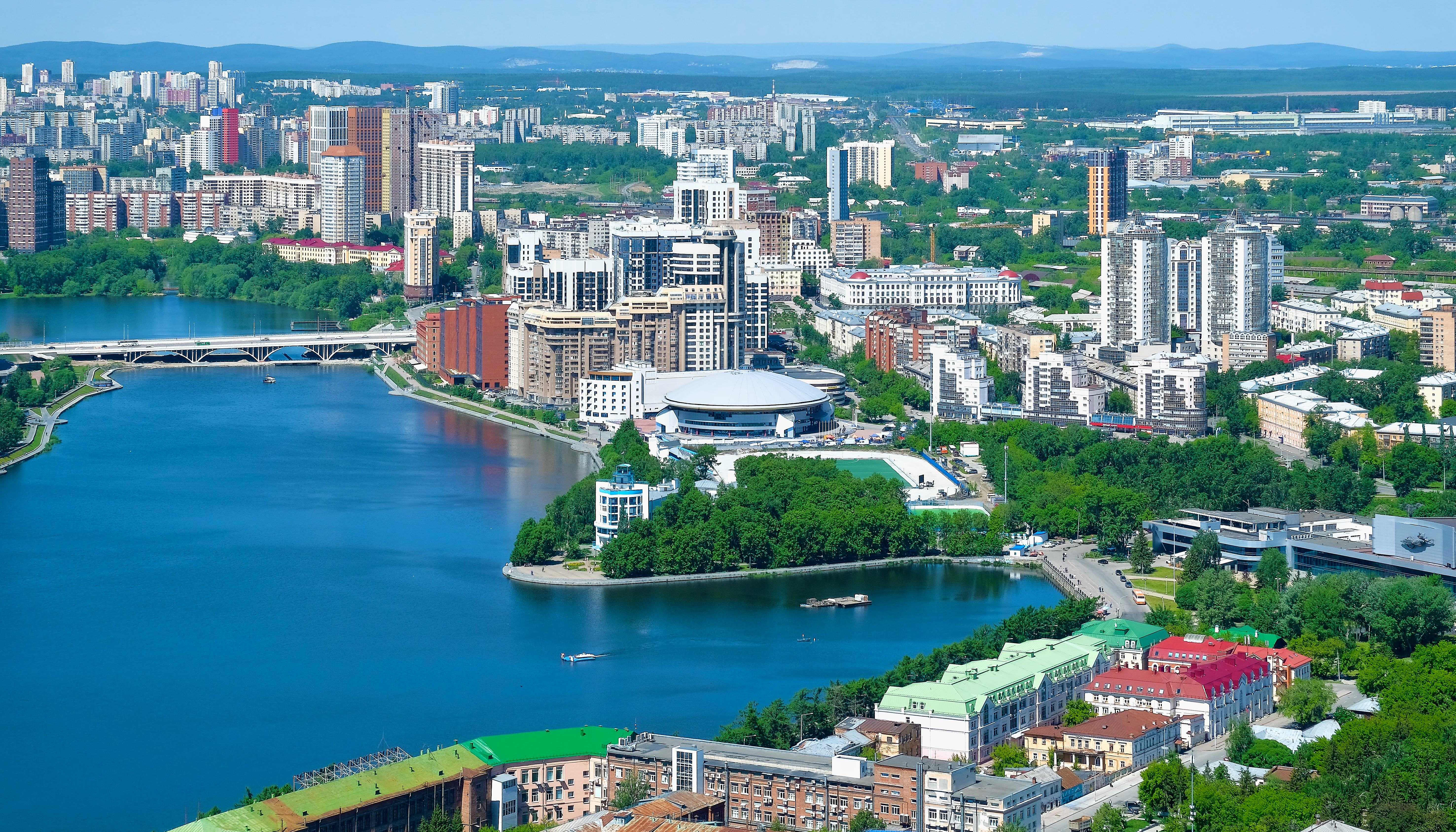
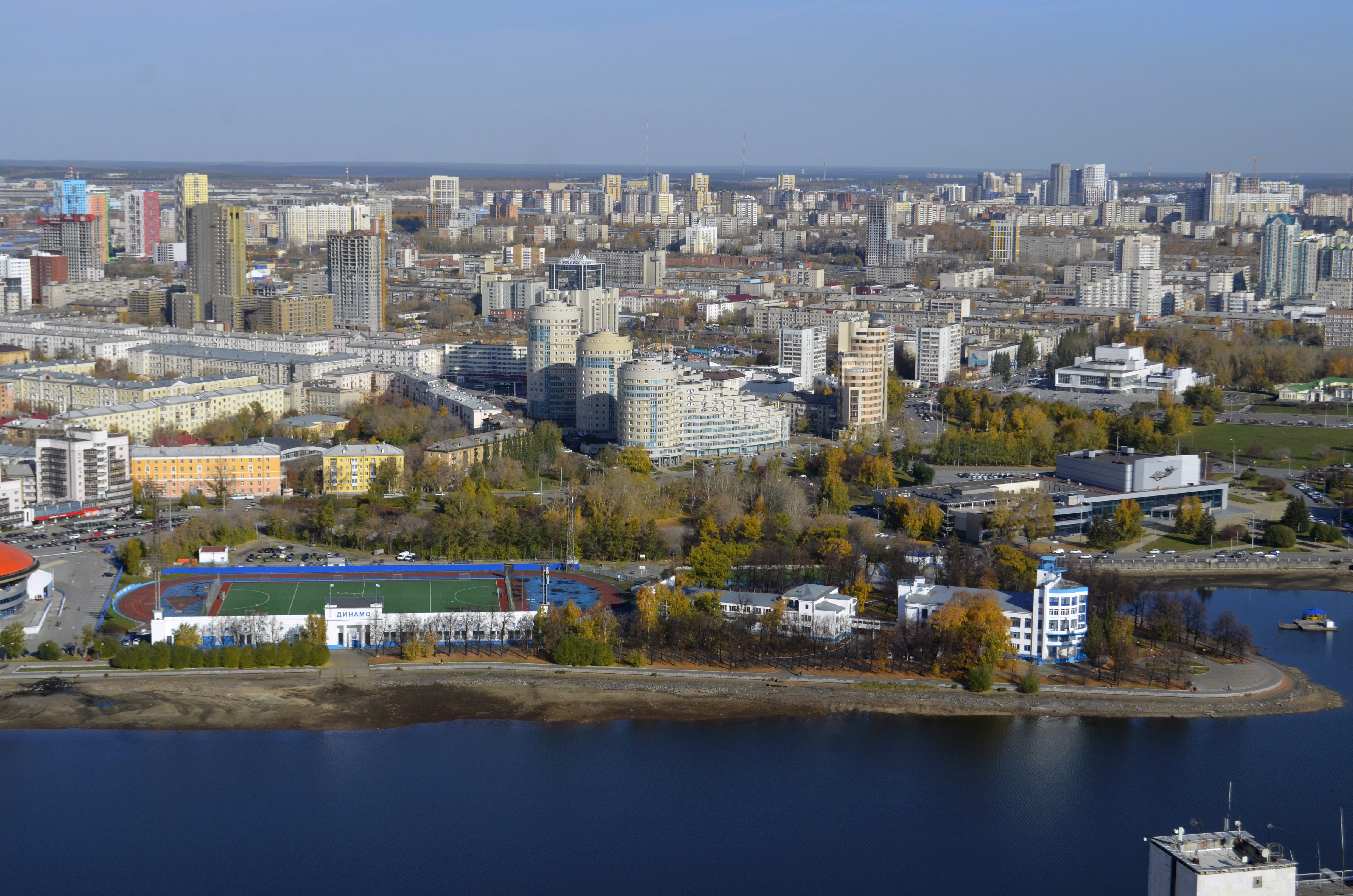